# Original Hit Collection
Original Hit Collection è un album raccolta di Joan Jett, pubblicato nel 1993 per l'etichetta discografica Alex Records.

## Tracce
1. I Love Rock N' Roll (Hooker, Merrill) 2:55 (The Arrows Cover)
2. (I'm Gonna) Run Away (Jett, Laguna) 2:28
3. Love Is Pain (Jett) 3:06
4. Nag (Crier) 2:43 (The Halos Cover)
5. Crimson and Clover (James, Lucia) 3:16 (Tommy James & the Shondells Cover)
6. Victim of Circumstance (Jett, Laguna) 2:54
7. Bits and Pieces (Clark, Smith) 2:06 (The Dave Clark Five Cover)
8. Be Straight (Jett, Kihn, Laguna) 2:41
9. You're Too Possessive (Jett) 3:35 (The Runaways Cover)
10. The Little Drummer Boy (Davis, Onorati, Simeone) 4:14 (The Harry Simeone Chorale Cover)
11. Bad Reputation (Cordell, Jett, Kupersmith, Laguna) 2:43
12. Make Believe (Gentry, Levine) 2:59 (Wind Cover)
13. You Don't Know What You've Got (Cordell, Jett, Laguna) 3:28
14. You Don't Own Me (Madara, White) 2:51 (Lesley Gore Cover)
15. Too Bad on Your Birthday (Karp, Resnick) 2:51 (Ram Jam Cover)
16. Doing All Right With the Boys (Glitter, Leander) 3:26 (Gary Glitter Cover)
17. Do You Wanna Touch Me? (Oh Yeah!) (Glitter, Leander) 3:36 (Gary Glitter Cover)
18. Let Me Go (Cordell, Jett, Laguna) 2:32
19. Shout (Isley, Isley) 2:44 (The Isley Brothers Cover)
20. Jezebel (Jett, Laguna) 3:21
21. Don't Abuse Me (Jett) 3:33 (The Runaways Cover)
22. Wooly Bully (Samudio) 2:17 (Sam the Sham Cover)